# Bersillies
Bersillies település Franciaországban, Nord megyében. Lakosainak száma 243 fő (2022. január 1.). Bersillies Villers-Sire-Nicole, Vieux-Reng, Bettignies, Élesmes és Mairieux községekkel határos.

## Népesség
A település népességének változása:
| Lakosok száma | 254  | 257  | 261  | 252  | 254  | 256  | 256  | 250  | 243  |
|               | 2013 | 2015 | 2016 | 2017 | 2018 | 2019 | 2020 | 2021 | 2022 |